# Заперечення антецедента
Заперечення антецедента, також відоме як помилка обернення — формальна помилка висновку про інверсію від вихідного твердження. Це відбувається шляхом міркування у формі:
Якщо P, то Q.
Отже, якщо не P, то не Q.
що також можна сформулювати як
{\displaystyle P\rightarrow Q} (з P слідує Q)
{\displaystyle \therefore \neg P\rightarrow \neg Q} (звідки, з не-P слідує не-Q)
Аргумент цієї форми недійсний. Неформально це означає, що аргументи такої форми не дають вагомих підстав для підтвердження їхніх висновків, навіть якщо їх посилки є істинними. У цьому прикладі правильний висновок буде: ~P або Q.
Назва «заперечення антецедента» походить від засновку "не «P», який заперечує речення «якщо» від індикативного умовного засновку.
Один із способів продемонструвати недійсність цієї форми аргументу — це приклад, який має істинні передумови, але очевидно хибний висновок. Наприклад:
Якщо ви гірськолижний інструктор, значить, у вас є робота.
Ви не лижний інструктор.
Отже, у вас немає роботи.
Цей аргумент навмисно поганий, але аргументи тієї самої форми іноді можуть здатися зовні переконливими, як у наступному прикладі, запропонованому Аланом Тюрингом у статті «Обчислювальні машини і розум»:
Якби кожна людина мала певний набір правил поведінки, за якими він регулює своє життя, він був би не кращим за машину. Але таких правил немає, тому люди не можуть бути машинами.
Однак люди все ще можуть бути машинами, які не дотримуються певного набору правил. Таким чином, цей аргумент (як має на увазі Тюринг) є недійсним.
Цілком можливо, що аргумент, який заперечує антецедент, може бути дійсним, якщо аргумент демонструє іншу дійсну форму. Наприклад, якщо твердження P і Q висловлюють одне й те саме судження, тоді аргумент буде тривіально дійсним, оскільки він починає хибне коло. Однак у повсякденному дискурсі такі випадки рідкісні, як правило, лише тоді, коли посилка «якщо-то» насправді є твердженням «якщо і тільки якщо» (тобто двоумовність/еквівалентність). Наступний аргумент не є дійсним, але був би, якби першою посилкою було «Якщо я можу накласти вето на Конгрес, то я президент США». Ця вимога тепер є «modus tollens», і, таким чином, є дійсною.
Якщо я Президент Сполучених Штатів, я можу накласти вето на Конгрес.
Я не президент.
Тому я не можу накласти вето на Конгрес.